# Kaiserjägermarsch
Der Kaiserjägermarsch  (Original: Mir sein die Kaiserjager, Heeresmarsch II, 141) ist der Truppenmarsch der Tiroler Kaiserjäger, der österreichischen und deutschen Gebirgsjäger und des Jägerbataillon Burgenland.
1898 übernahm Karl Mühlberger die Leitung der Regimentsmusik des 1. Tiroler Jägerregiments in Innsbruck und komponierte diesen Marsch im Jahre 1914. Mit dem Kaiserjägermarsch, op. 42, schuf er einen der berühmtesten altösterreichischen Militärmärsche. Der Text für das Trio dazu wurde bereits 1911 vom Leutnant des Regiments Max Depolo verfasst. In dieser Form blieb der Marsch über die Zeit populär. Besonders in Verbindung steht er mit der Original Tiroler Kaiserjägermusik, welche die Tradition der k.u.k Kaiserjägermusikkapellen aufrechterhält.
1933 übernahm dann das deutsche Heer den Kaiserjägermarsch als Nr. 141 offiziell in die deutsche Heeresmusiksammlung.
Von 1957 bis zu ihrer Auflösung 2001 war der Marsch der Truppenmarsch der 1. Gebirgsdivision in Süddeutschland. Er ist nach wie vor fest in der Tradition der deutschen Gebirgstruppe verankert und wird bei ihren öffentlichen Auftritten sehr häufig zur Aufführung gebracht. Offiziell war er bis zu dessen Auflösung der Truppenmarsch des Wehrbereichskommandos IV.
Seiner größten Bekanntheit und Popularität erfreut sich dieser Marsch jedoch weiterhin in Tirol, wo er in nahezu jedem Marschbuch der Musikkapellen zu finden ist. Weiters existiert auch von Hermann J. Schneider ein Kaiserjäger Marsch, welcher ebenfalls heute noch gespielt wird.

## Originaltext des Kaiserjägerliedes von Max Depolo
| 1. Wir Jäger lassen schallen ein froh gewaltig Lied, und gelten soll es allen zerstreut in Nord und Süd. Im Osten und im Westen, wo uns’re Fahne weht: \|: Wir zählen zu den Besten so lang’ die Treu’ besteht! :\| Sieht man uns, so sagt a jeder und alles lauft und rennt: \|: Das sein die Kaiserjäger vom ersten (II. III. IV.) Regiment! :\| | 2. Wenn wir hinaus marschieren In’s weite, freie Feld, und stramm dort exerzieren, es jedem wohl gefällt; da schauen uns die Madl’n auch immer gerne zua, \|: und jede möcht’ im Still’n Auch so an Jägersbua. :\| Z’nachts gibt’s an feinen Drahrer, mit seiner jeder rennt: \|: Wir sein die Kaiserjäger Vom ersten (II. III. IV.) Regiment! :\| | 3. Wenn vor dem Feind’ wir stehen mit mutgeschwellter Brust, muss all’s in Scherben gehen, bei unserer Kampfeslust; es gibt bei uns kein Weichen, wir stehen Mann für Mann, \|: stark wie die deutschen Eichen, die niemand brechen kann. :\| Fällt auch mancher nieder, im Herz die Kugel brennt: \|: Er stirbt als Kaiserjäger Vom ersten (II. III. IV.) Regiment! :\| |

(Anmerkung: Text nach Tiroler Mundart; in der Verwendung als Divisionsmarsch der 1. Gebirgsdivision der Deutschen Bundeswehr wurde im letzten Absatz „Kaiserjäger“ durch „Alpenjäger“ und „Vom ersten Regiment“ durch „Der ersten Division“ ersetzt.)